# Ассоциация водных видов спорта Мальты
Ассоциация водных видов спорта Мальты (англ. Aquatic Sports Association of Malta, ASA; мальт. Assoċjazzjoni Maltija tal-Isports Akwatiċi) является руководящим органом по плаванию, синхронному плаванию, и водному поло на Мальте. Она входит в состав таких международных организаций, как LEN, FINA и COMEN. Президентом ассоциации является Карл Иззо, а генеральным секретарём — Джордж Фарруджа. Штаб-квартира расположена в спортивном комплексе Тал-Крокк, где также находится Национальный комплекс бассейнов, в районе Тал-Крокк, Гзира. Ассоциация сотрудничает с компанией Meridianbet, в рамках чего учреждён национальный кубковый турнир под брендом Meridianbet Super Cup.

## История
Основанная в 1925 году как Ассоциация любительского плавания Мальты, ASA изначально стремилась обеспечить участие мальтийских ватерполистов в Олимпийских играх, вдохновлённая амбициями тогдашнего губернатора лорда Плюмера. Мальта приняла участие в Играх в Берлине в 1936 году, что стало одной из первых международных вех для водного поло и лёгкой атлетики. После своего основания ASA присоединилась к таким авторитетным международным организациям, как FINA и LEN, тем самым расширив возможности мальтийских пловцов и ватерполистов для участия в международных соревнованиях. В 2000 году организация официально сменила название на Ассоциацию водных видов спорта Мальты, чтобы лучше отразить расширение её деятельности, включающей плавание, водное поло, синхронное плавание и дисциплины на открытой воде. Важной вехой стало проведение в 1993 году Игр малых государств Европы, в рамках которых был открыт комплекс бассейнов олимпийского стандарта Тал-Крокк, что укрепило внутреннюю инфраструктуру водных видов спорта. В настоящее время ASA остаётся национальным органом по водным видам спорта на Мальте — курируя плавание, водное поло, синхронное плавание и соревнования на открытой воде, а также организуя национальные чемпионаты и международные турнир.

## Соревнования
Плавание
- Национальные чемпионаты по плаванию на длинной и короткой воде

Водное поло
- Кубок Enemed
- Летняя лига
- Зимняя лига
- Женская лига
- Соревнования по возрастным категориям